# Andries Schutte
Andries Johannes Schutte (ur. 6 grudnia 1988) – południowoafrykański zapaśnik walczący przeważnie w stylu klasycznym. Szósty i siódmy na igrzyskach Wspólnoty Narodów w 2010. Wicemistrz igrzysk afrykańskich w 2015. Brązowy medalista mistrzostw Afryki w 2015 roku.